# Filialkirche Annaberg bei Wiesmath

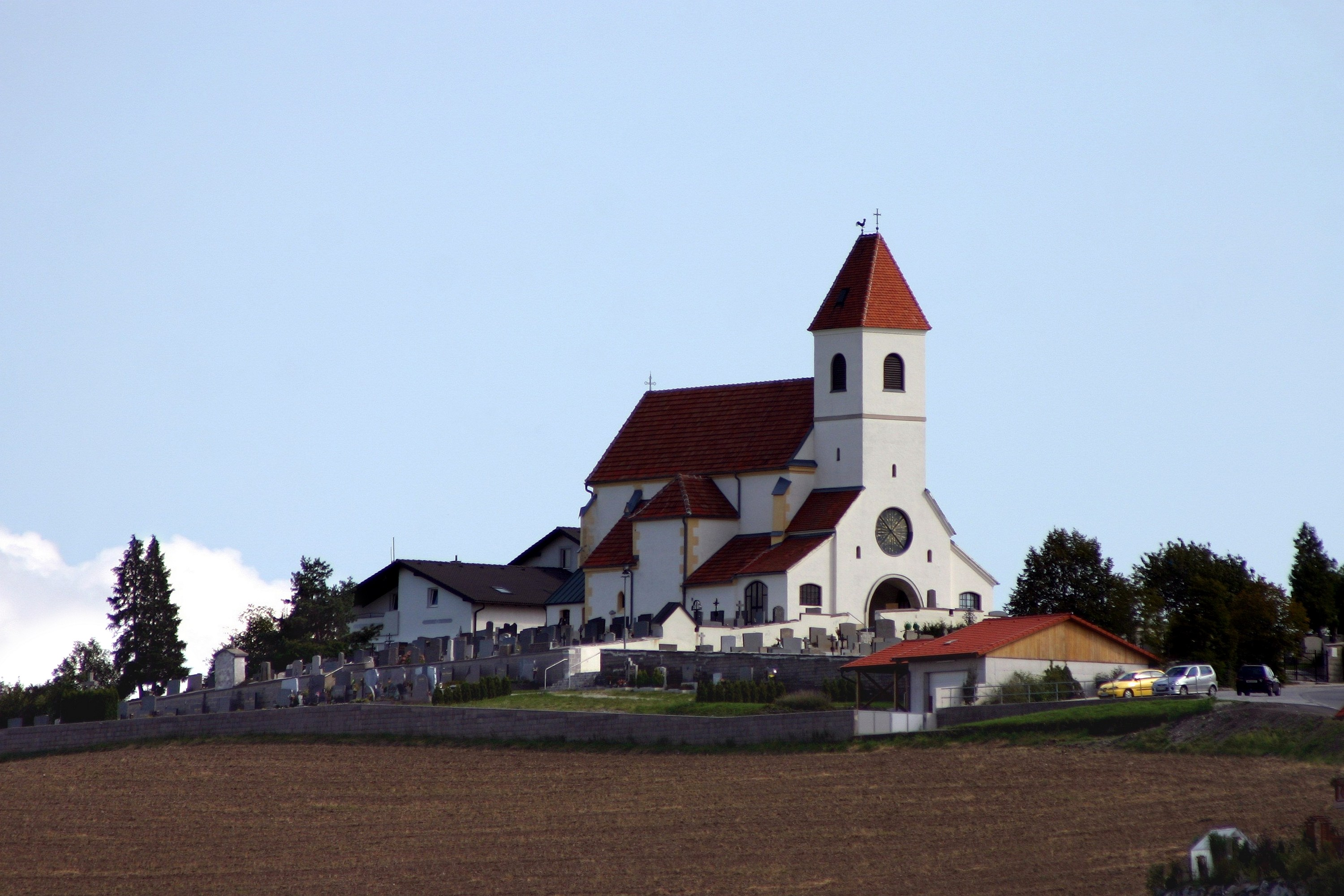
Katholische Filialkirche hl. Anna in Annaberg

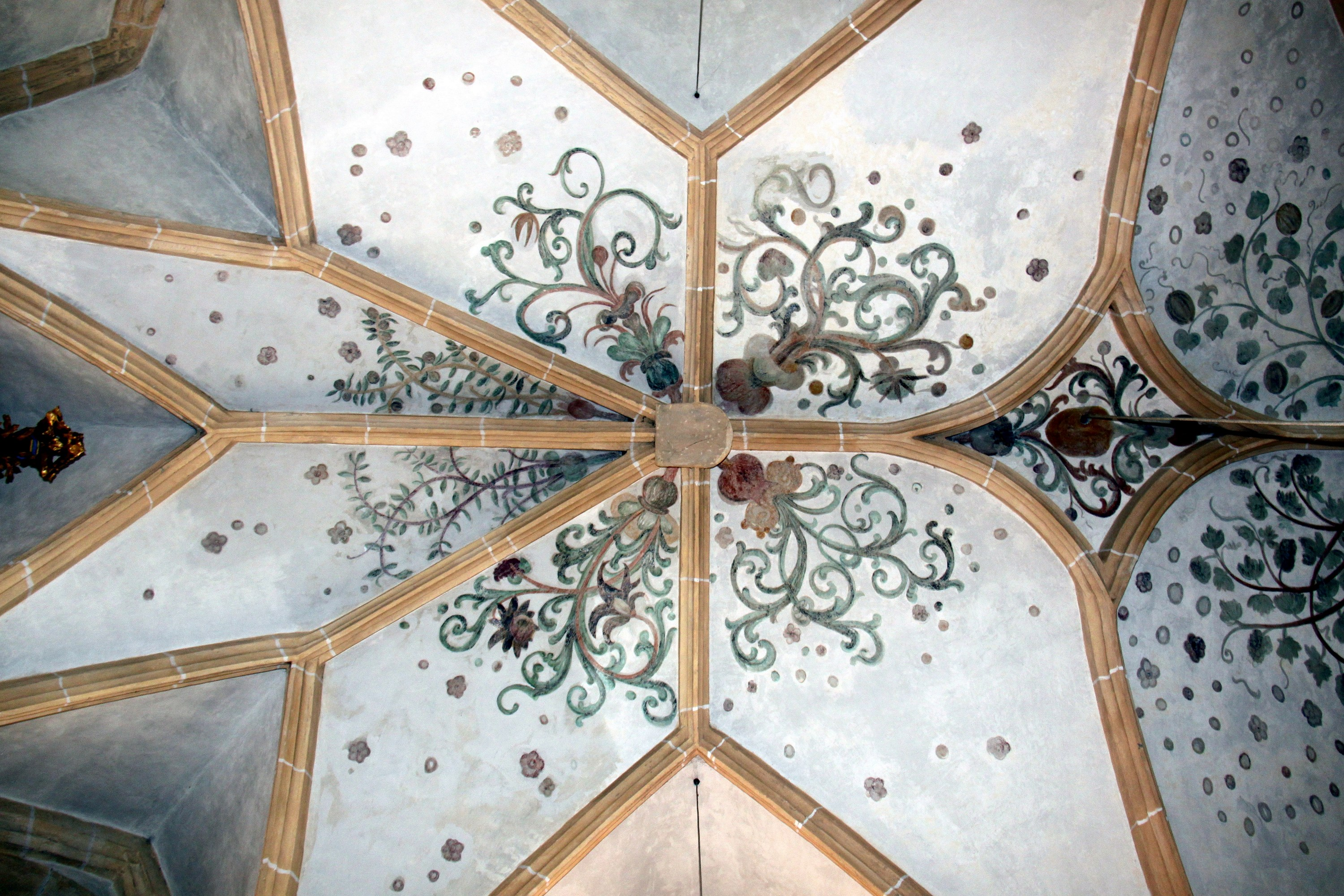
Netzrippengewölbe mit vegetativer Malerei

Die römisch-katholische Filialkirche Annaberg bei Wiesmath steht erhöht weithin sichtbar im Kirchweiler Annaberg im Norden der Marktgemeinde Wiesmath im Bezirk Wiener Neustadt-Land in Niederösterreich. Die dem Patrozinium hl. Anna unterstellte Filialkirche gehört zum Dekanat Kirchschlag in der Erzdiözese Wien. Die Kirche steht unter Denkmalschutz (Listeneintrag).

## Geschichte
Die Kirche wurde 1509 nach den Plänen des Baumeisters Sebald Werpacher erbaut. Die barock erweiterte Kirche wurde 1775 durch einen Brand stark beschädigt und 1783 gesperrt und verkauft. 1803 wurde die Kirche neu geweiht. 1945 erlitt die Kirche schwere Kriegsschäden. Die Kirche wurde 1946/1947 wieder aufgebaut. 1955/1956 wurden nach den Plänen des Architekten Karl Simon der Westturm und Vorhallen errichtet. 1979/1980 wurde die Kirche restauriert.

## Architektur
Die spätgotische barockisierte Kirche mit einem modernen Westturm und Vorhallen aus 1956 ist von einem Friedhof umgeben.
Das Kirchenäußere zeigt ein spätgotisches Langhaus mit Strebepfeilern und hohen barocken Rundbogenfenstern. Der gleich breite spätgotische Chor aus 1509 hat Strebepfeiler und Spitzbogenfenster mit Fischblasenmaßwerk. Nördlich stehen eine spätgotische Sakristei und neuere Anbauten. Der Westturm über einem Torbogen steht mit niedrigen Vorhallen unter Pultdächern seitlich vor dem Langhaus.
Das Kircheninnere zeigt ein zweijochiges Langhaus unter einer Stichkappentonne aus der zweiten Hälfte des 17. Jahrhunderts, das Langhaus hat barocke rechteckige Seitenräume. Der Triumphbogen ist spitzbogig. Der einjochige Chor mit einem Fünfachtelschluss hat ein spätgotisches Netzrippengewölbe mit verschlungenen Rippenansätzen auf Wappenschilden, die Wappenschlusssteine sind mit 1509 bezeichnet. In der Nordwand des Chores befindet sich ein verstäbtes spätgotisches Schulterportal zur Sakristei.
Die vegetative Gewölbemalerei entstand im Anfang des 16. Jahrhunderts. Die Glasmalereien schuf der Maler Karl Engel 1956.

## Ausstattung
Der Hochaltar aus 1869/1870 ist ein neugotisches Nischenretabel mit Heiligenstatuen, mittig Anna selbdritt flankiert von Joachim und Josef, das Gesprenge trägt die Figur thronender Gottvater mit Weltkugel, auf der Weltkugel Adam und Eva mit einem Baum.
Die Orgel baute Orgelbau M. Walcker-Mayer 1980.